# Aketi
Aketi est une localité chef-lieu du territoire éponyme de la province du Bas-Uele en république démocratique du Congo.

## Géographie
La localité, port fluvial sur la rivière Itimbiri, est située sur la route nationale 6 à 122 km à l'ouest du chef-lieu provincial Buta.

## Histoire
Anciennement, elle portait le nom d'Aketi Port-Chaltin (d'après Louis Napoléon Chaltin).
En juin 2013, la localité se voit conférer le statut de ville, constituée de trois communes : ltimbiri, Ngbongade, Tinda. Ce statut n'est pas maintenu lors de la réforme administrative mise en place en 2015.

## Administration
Chef-lieu territorial de 16 384 électeurs recensés en 2018, la localité a le statut de commune rurale de moins de 80 000 électeurs, elle compte sept conseillers municipaux en 2019.

## Population
Le recensement date de 1984, l'accroissement annuel est estimé à 2,10,.
| 1984   | 2004   | 2012   |
| ------ | ------ | ------ |
| 21 656 | 35 486 | 41 913 |

## Environnement
Territoire d’Aketi est située à 437 m d’altitude (au-dessus de l’océan) Sa longitude est de : * 25° à l’Est * 25-30° à l’Ouest Sa latitude est de 0.15° au Nord et 0.52° au Sud Climat Le territoire d’Aketi connait un climat tropical humide, avec alternance de deux saisons : La saison de pluie (la plus longue) du 15 Avril au 15 Nombre La saison sèche (la plus courte) du 15 Novembre au 15 Avril. Relief et sol La nature du sol Le territoire d’Aketi a un sol argilo-sablonneux : Argileux, dans la grande partie (3/4) au centre et sud du territoire. Sablonneux (1/4) dans la partie Nord; Likati et Kateke (Muma). Le relief est constitué d’une plaine au nord et au centre du territoire. D’un plateau au sud et le long de la rivière Itimbiri. Ce territoire est traversé par de nombreux cours d’eau. Les plus importants sont : Itimbiri, Aketi, Rubi,, Likati, Elongo, Tshimbi, Tele, Yoko.
La ville d'Aketi à une activité économique
Principales activités :
– Petit commerce (2%)
– Pêche (5%)
– Chasse (7%)
– Elevage (8%)
– Agriculture (78%)
cette ville à une très grande frange de la population pratique l’agriculture. Les produits cultivés sont principalement destinés à la consommation familiale et à commercialisation (avec un pourcentage minime de réserve de semence). La pêche est effectuée de manière artisanale, par la population riveraine. La forêt de Aketi abrite de nombreuses espèces de gibiers, dont la chasse garnit les étalages des marchés, avec une part importante qui est exportée vers Kinshasa.